# Jüdische Gemeinde Imling
Eine Jüdische Gemeinde in Imling, einer französischen Gemeinde im Département Moselle in Lothringen, entstand  bereits vor 1700.

## Geschichte

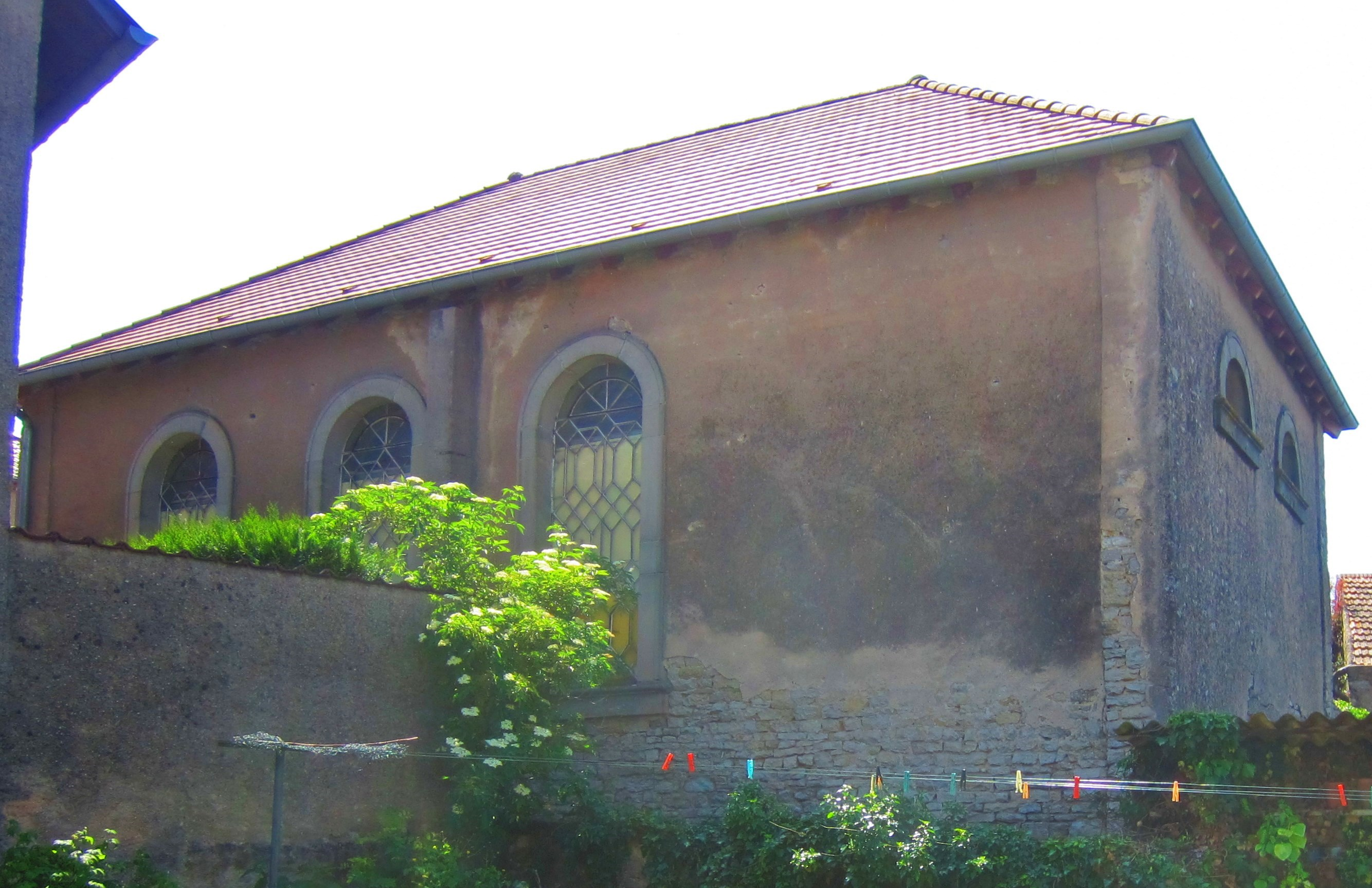
Synagoge in Imling

Die jüdische Gemeinde Imling besaß zunächst einen Betsaal in einem Privathaus in der Grand-rue. Die Synagoge wurde 1846 in der Oberstadt gebaut und bis 1919 für den Gottesdienst genutzt. Sie wurde von der politischen Gemeinde gekauft und 1955 renoviert. Sie dient heute als Jugendhaus. Die Toten der jüdischen Gemeinde von Imling wurden auf dem jüdischen Friedhof Sarrebourg bestattet. Die jüdische Gemeinde gehörte seit 1808 zum israelitischen Konsistorialbezirk Metz.
In einem Privatgarten sind noch Reste eines rituellen Bades (Mikwe) vorhanden.